# Chanatip Laimsuwan
Chanatip Laimsuwan (thailändisch ชนาธิป เหลี่ยมสุวรรณ, * 13. Dezember 1996) ist ein thailändischer Fußballspieler.

## Karriere
Chanatip Laimsuwan spielte seit mindestens 2019 für den Bangkok FC. Wo er vorher gespielt hat, ist unbekannt. Der Verein aus der thailändischen Hauptstadt Bangkok spielte in der dritten Liga, der Thai League 3, in der Upper Region. Bei dem Hauptstadtverein stand er bis Saisonende 2020/21 unter Vertrag. Im Sommer 2021 wechselte er zum Ligakonkurrenten North Bangkok University FC. Mit dem Verein feierte er am Ende der Saison die Meisterschaft der Bangkok Metropolitan Region. In den Aufstiegsspielen zur zweiten Liga konnte man sich jedoch nicht durchsetzen. Zu Beginn der Saison 2022/23 unterschrieb er einen Vertrag bei dem in der Western Region spielenden Dragon Pathumwan Kanchanaburi FC. Am Ende der Saison feierte er mit dem Verein die Meisterschaft der Region sowie den Aufstieg in die zweite Liga. In Kanchanaburi kam er jedoch nicht zum Einsatz. Im Sommer 2023 verließ er Kanchanaburi und schloss sich dem in der Northern Region spielenden Drittligisten Maejo United FC an. Nach zehn Drittligaspielen für den Klub aus Chiangmai wechselte er im Januar 2024 zu dem in der North/Eastern Region spielenden Mahasarakham FC. Die Saison 2023/24 wurde man Vizemeister der Region. In den Aufstiegsspielen konnte man sich durchsetzen und stieg in die zweite Liga auf. Nach dem Aufstieg verließ er den Verein und schloss sich im August 2024 dem Zweitligisten Chainat Hornbill FC an. Nach der Hinrunde wurde sein Vertrag bei dem Verein aus Chainat im Januar 2025 nicht verlängert. Im Januar 2025 schloss er sich dem Thailand Semi-Pro LeagueViertligisten Banbueng City FC an. Mit dem Verein aus Ban Bueng spielte er in Eastern Region der Liga. Am Ende der Spielzeit 2025 wurde er mit Banbueng Meister der Region und stieg somit in die dritte Liga auf.

## Erfolge
North Bangkok University FC
- Thai League 3 – Bangkok Metropolitan: 2021/22

Mahasarakham FC
- Thai League 3 – North/East: 2022/23

Banbueng City FC
- Thailand Semi-Pro League – East: 2025  ▲